# Thomas Butler, visconte di Thurles
Thomas Butler, visconte di Thurles (1596 – Skerries, 15 dicembre 1619), è stato un nobile irlandese.

## Biografia
Era il figlio di Walter Butler, XI conte di Ormond, e di sua moglie Helen Butler.
Egli risiedeva a Thurles Castle.

## Matrimonio
Nel 1610 sposò Elizabeth Poyntz, figlia di Sir John Poyntz di Gloucestershire ed Elizabeth Sydenham, contro il volere del padre. Ebbero cinque figli:
- James Butler, I duca di Ormonde (1610-1688);
- John Butler (? - 1636), morì celibe;
- Richard Butler di Kilcash (1615 - 1701);
- Ellen (Eleanor) Butler (? - aprile 1682), sposò Donough MacCarty, I conte di Clancarty;
- Elizabeth Butler, sposò James Purcell, barone di Loughmoe; ebbero figli.

## Morte
Nel 1619, all'inizio della lunga prigionia di suo padre nella prigione di Fleet, Thomas fu richiamato in Inghilterra per rispondere alle accuse di tradimento, in particolare, di aver presidiato Kilkenny. Tuttavia, la nave che dovette portarlo in Inghilterra naufragò al largo della costa di Le Skerries, isola di Anglesey, e morì annegato.
Come suo padre, egli fu un cattolico ed è probabile che il suo rifiuto alla religione anglicana, fece arrabbiare il re Giacomo I, e può essere stato il vero motivo per la sua convocazione.